# Ian McDiarmid
Ian McDiarmid (/məkdɜːr mᵻd/; sinh ngày 11 tháng 8 năm 1944) là một diễn viên và đạo diễn Scotland đoạt giải Olivier và Tony. Ông đã xuất hiện trong 47 bộ phim từ năm 1976. Trên thế giới, ông nổi tiếng nhất với vai diễn Palpatine trong loạt phim Star Wars.

## Cuộc sống ban đầu
McDiarmid sinh ra tại Carnoustie, Scotland. Ông trở thành một cuồng nhiệt nhà hát khi ông được năm tuổi, khi cha ông đến xem một vở kịch mang tên Tommy Morgan tại một nhà hát ở Dundee. Năm 2004, ông nói, "Nó mê hoặc tôi, và nó cũng làm tôi sợ. Tất cả những ánh sáng, tất cả những hóa trang. Tôi nói với bản thân mình,"Mình không biết nó là gì, nhưng mình muốn nó.'" Tuy nhiên, vì sợ cha mình không chấp thuận, McDiarmid tham dự Đại học St Andrews, và nhận được một MA trong tâm lý học. Ngay sau đó, ông quyết định theo đuổi một nghề nghiệp trong các nhà hát thay vào đó, và học khóa học đào tạo kịch tại Học viện Âm nhạc và Kịch nghệ thuật Hoàng gia Scotland ở Glasgow. Năm 1968, McDiarmid nhận được một huy chương vàng cho tác phẩm của mình, đầu tiên của nhiều sự công nhận trao cho ông cho công việc của mình trên sân khấu. McDiarmid tuyên bố ông đã trở thành người nhận "bằng cách làm tất cả những công việc nhàm chán, bạn phải làm khi bạn còn trẻ, để tồn tại."